# National Transportation Safety Board

NTSB:s logo.

National Transportation Safety Board (NTSB), i USA, är  en fristående myndighet med kongressens uppdrag att utreda alla civila luftfartshaverier i USA och tillhandahålla ackrediterade haveriutredare vid utredning av haverier med USA-registrerade luftfartyg eller med USA-tillverkade luftfartyg i andra länder, samt utreda särskilt intressanta olyckor inom andra transportslag – järnväg, vägtrafik, sjöfart och olje- och gasledningar – och utfärda säkerhetsrekommendationer med inriktning mot att förhindra framtida haverier, incidenter och olyckor.
NTSB har också i uppdrag att underhålla den federala statsmaktens haveridatabas för den civila luftfarten och har gjort detta sedan 1967.